# Спайкбол
Спайкбол (англ. Spikeball; также известен как англ. Roundnet (в переводе с англ. — «Круглая сеть»)) — игра с мячом, основанная в конце 1980-х. После своего создания спайкбол не сразу стал набирать популярность, но в 2008 году предприниматель Крис Рудер  начал инвестировать в компанию Spikeball. После этого спайкбол стал набирать популярность у молодежи. Людей, играющих в спайкбол, можно встретить в парках, на пляжах, футбольных полях и стадионах.
Для игры две команды по два человека встают с четырёх сторон от батута и пытаются не более чем за три чередующихся касания переправить мяч в сетку батута. Цель игры состоит в том, чтобы выбить мяч из сетки таким образом, чтобы команда соперника не смогла впоследствии успешно его вернуть. Во время розыгрыша игроки могут вращаться на 360 градусов вокруг игрового поля.

## История
Впервые был разработан в конце 1980-х годов. Его изобрёл производитель игрушек и художник комиксов Джефф Кнурек, который был вдохновлён концепциями волейбола. Изначально игра продавалась японской компанией Tomy, однако в 1995 году популярность этого вида спорта упала. С момента появления игры на свет и до основании компании Spikeball игра не была запатентована.
Новый импульс развития спайкбол получил в 2008 году, когда предприниматель Крис Рудер приобрёл бренд Spikeball и начал инвестировать деньги в развитие компании (впоследствии Рудер стал генеральным директором компании Spikeball). С этим видом спорта он познакомился в 2003 году, когда он вместе с братом поехал на Гавайи с двумя его друзьями, которые привезли свой потрёпанный набор Spikeball. После первого знакомства со спайкболом они в течение нескольких лет думали как сделать этот вид спорта популярным. Рудер заплатил около 800 долларов США за торговую марку, и получил патент. К этому моменту срок действия товарного знака истёк. Семья и друзья Криса Рудера вложили в компанию около 100 тысяч долларов США. После чего они нашли поставщика в Китае и зарегистрировали компанию в 2007 году. Первые наборы игры поступили в продажу в 2008 году и продавались лишь на Amazon, однако через какое-то время стали появляться на полках магазинов США. Именно в штатах спорт имеет наибольшее количество игроков. До 2013 года компания Spikeball для Криса Рудера была не основным занятием, однако позже он бросил работу по продаже онлайн-рекламы и начал уделять бизнесу всё время. 
Изначально этот вид спорта обрёл популярность у молодёжи: школьники и студенты играли в спайкбол на уроках физкультуры и в кампусах. Клубы начали появляться в Университете штата Огайо, Гарвардском университете и Университете Алабамы. Уже в 2013 году компания продала наборов для игры в спайкбол на 1,3 миллиона долларов США.
Спайкбол развивается и обретает популярность. К 2018 году по всему миру насчитывалось более 4 миллионов игроков. Людей, играющий в спайкбол можно встретить в парках, на пляжах, футбольных полях и стадионах. Спайкбол активно набирает популярность в различных социальных сетях, чем привлекает всё больше новых игроков.

## Правила
Раздел написан согласно правилам Международной федерации спайкбола (англ. International Roundnet Federation).

### Подготовка к игре

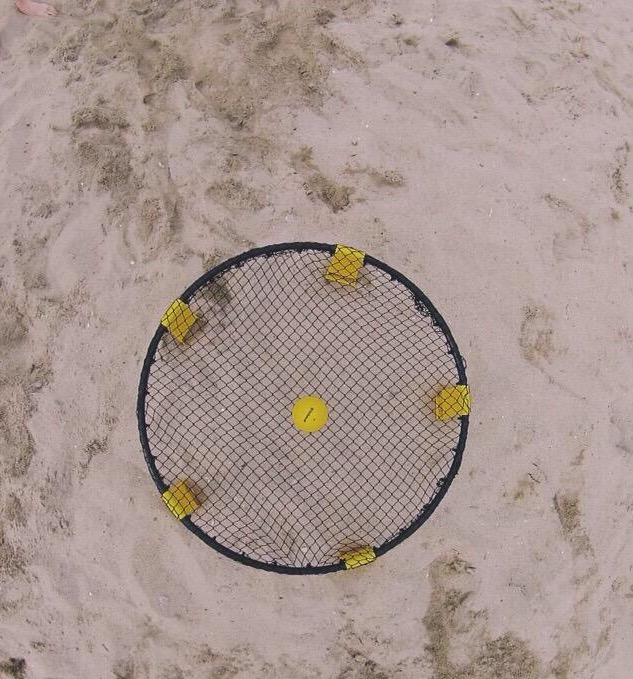
Собранное состояние батута

Расстояния, которые необходимо учитывать при игре в спайкбол (согласно правилами Международной федерации спайкбола (пункт 1.2)).
Жёлтым обозначен «батут», оранжевым — зона без ударов (No Hit Zone), чёрным — линия подачи

В наборе должно быть пять ножек, которые скрепляются между собой при помощи пяти дуг. При соединении вышеперечисленных элементов образуется окружность с бортиками, называемая лузой (англ. pocket). Диаметр окружности в верхней части должен составлять 91,4 см, а высота от пола — 20,3 см. После сборки каркаса на окружность натягивается сетка, натяжение которой на всем протяжении должно быть одинаковым. Натяжение сетки проверяется при помощи мяча: игровой снаряд, брошенный с высоты 1,5 м от земли, должен отскочить от сетки на 50 см. В самом мяче давление воздуха должно составлять от 2000 до 3500 паскалей, длина его окружности — от 29 до 31 см (радиус от 4,61 до 4,93 см).
При возможности следует нарисовать круг радиусом 2,6 м от центра поля. Это будет линией подачи. В центре круга необходимо расположить «батут» (расстояние от края сетки до линии подачи должно составлять 2,13 метра). Также нужно обозначить зону без ударов (англ. No Hit Zone) — круг радиусом 91,4 см от центра поля.

#### Экипировка игроков
В каждой команде должно быть два игрока. Игроки могут носить бутсы, кроссовки или играть босиком на свой страх и риск. Шипы с опасными частями, такими как металлические бейсбольные бутсы, шипы гусениц или изношенные или сломанные шипы с острыми краями, не допускаются. Игроки могут носить все, что не угрожает безопасности игрока и не даёт несправедливого преимущества. Игроки не могут использовать одежду или снаряжение для несправедливого ограничения или содействия движению мяча или другого игрока (например, бросок панамы в сторону противника).

### Позиционирование игроков
Игроки располагаются таким образом, что если от позиции каждого из них провести прямую до центра круга, то между линиями боковых игроков будет образовываться прямой угол (90 градусов). Точку отсчёта выбирает подающая команда, а принимающая подстраивается под них. Эти позиции сохраняются до конца игры и могут быть обозначены отдельными линиями.
Принимающий — это игрок, который располагается напротив подающего.
Если подающая команда выигрывает очко, то подающий меняется позициями со своим партнёром и подаёт другому члену команды соперника. После каждых 5 очков игроки поворачиваются на одну позицию против часовой стрелки, чтобы уравнять условия (например, в какой-то позиции игрока слепит солнце или фонарь).

### Ввод мяча в игру
Какая команда будет первой подавать определяется случайным (камень, ножницы, бумага или подбрасывание монетки) или закономерным образом (например, положение в турнирной таблице). Подающий имеет право перемещаться на шаг влево и вправо от первоначальной позиции (то есть по крайней мере, одна нога должна сохранять одну и ту же точку соприкосновения с землёй до тех пор, пока мяч не попадёт в сетку). Однако все точки соприкосновения должны находиться за линией подачи. Во время подачи принимающий имеет право менять свою позицию по своему усмотрению, но при этом он не имеет право пересекать линию подачи во время ввода мяча в игру. Остальные игроки, которые не участвуют в процессе ввода мяча в игру могут менять свою позицию только после того, как мяч будет введён в игру.
Если игрок, не принимающий участия в процессе ввода мяча в игру, делает шаг до того, как мяч ударит подающий, он теряет очко. В случае, если оба игрока (не принимающий и не подающий) двигаются до удара мяча подающим, команда, которая двигалась первой, проигрывает очко. Если нарушения происходят одновременно, то очко будет переиграно.
У подающего есть две попытки для того, чтобы успешно ввести мяч в игру. Подающий обязан совершать удар (подачу), вводящий мяч в игру, одной рукой (подкидывать мяч для последующего удара можно и другой рукой).
При подаче в спортивной стойке подача не может быть выше плеча принимающего. Спортивная стойка принимающего подачу (то есть высота плеч) устанавливается после подтверждения готовности к приёму подачи. Если после подтверждения готовности принимающий поднимает плечи, высота плеч будет оцениваться по его новой позиции. Если после объявление готовности плечи принимающего опустились, то планка высоты подачи не опускается и остаётся той, которая была при объявлении готовности. Несмотря на ошибку при подаче, принимающий может продолжить игру (аналогично с ситуацией, когда видно, что мяч летит в аут, однако принимающая команда принимает решение все же ввести мяч в игру).
Подача выполняется в четыре этапа:
1. Подающий объявляет счёт команд (первым указывается количество очков подающей команды) и номер попытки (первая или вторая)[18].
2. Принимающий должен подтвердить готовность к приёму[18].
3. Подающий объявляет о том, что он собирается подавать в течение трёх секунд[18].
4. У подающего есть пять секунд чтобы ввести мяч в игру (если мяч не был введён в игру в течение пяти секунд, то объявляется фол и попытка подающего «сгорает»)[18].

Во время подачи мяч должен пройти как минимум 10 см от точки, где его отпустили, прежде чем по нему нанесут удар.
При подаче мяч должен обязательно попасть в сетку. Если игровой снаряд попадает в бортик или ножку, то объявляется фол. Если максимально упрощать, то мяч после отскока от сетки должен попасть в отведённые для принимающего 90 градусов (четверть круга линии подачи). Если же при подаче после отскока от сетки мяч летит не в сторону принимающего, то объявляется фол.

### Розыгрыш и перемещение игроков
Игроки, чья очередь играть мячом, имеют право на свободу от вмешательства со стороны противников. Порядок, в котором игроки могут законно касаться мяча, определяет кто имеет преимущество. Игрок, который может законно касаться мяча раньше другого игрока, имеет преимущество. Игроки, не играющие мячом, должны прилагать все усилия, чтобы обеспечить другим игрокам беспрепятственный доступ к мячу. Игрок, сталкивающийся с возможным вмешательством, может продолжать играть или остановить игру. Команда, подвергшаяся вмешательству, получит очко, если было вмешательство, которого противник не старался избежать, и игрок имел бы возможность для возврата мяча. Команда, подвергшаяся вмешательству, получит повторную попытку, если было вмешательство, которого противник старался избежать, и игрок имел бы возможность для возврата мяча. Если вмешательства не было или оно было настолько минимальным, что игрок мог совершить удар по мячу, а также если вмешательство произошло, но нет возможности для возврата мяча, то команда не получает повторную попытку для розыгрыша и очко начисляется команде соперника.
Во время розыгрыша игроки имеют право перемещаться где угодно (360 градусов вокруг сетки).
Мяч находится в состоянии розыгрыша то тех пор, пока не происходит или объявляется ошибка подачи командой принимающих или наблюдателем, а также пока не происходит или объявляется нарушение любой командой или наблюдателем.
Ударом считается любое касание мяча. Команда имеет право максимум на 3 удара, чередующихся между игроками, чтобы мяч коснулся сетки и очередь совершать атаку перешла команде соперника. Если игроки одной команды касаются мяча одновременно, то это считается двумя ударами. В таком случае любой из игроков может сделать следующий удар, если они ещё не использовали все три удара.
Мяч может касаться любой части тела. Во время розыгрыша нельзя ловить мяч (состояние мяча, когда он останавливается на любой части тела игрока).
При первом ударе команды, владеющей мячом, игровой снаряд может касаться разных частей тела, при условии, что контакты происходят в рамках одного действия (то есть допускается волейбольный приём, когда руки скреплены в «замок»). Игрок может иметь последовательные контакты одной рукой (например, ладони к пальцам), если это не приводит к пойманному мячу и/или броску. Эти последовательные контакты считаются одним ударом. Последующий удары игрок не может совершать двумя руками.
При ударе мяч должен обязательно попасть в сетку. Если игровой снаряд попадает в бортик или ножки, то очко получает команда противника.
Если при последнем ударе атакующий игрок касается или находится внутри Зоны без ударов (именно точки соприкосновения с землёй), то очко достаётся команде противника.

#### Блокировка атаки
Как и в волейболе, в спайкболе можно попытаться заблокировать удар соперника. Для этого блокирующий должен подойти к сетке и принять нужную позу для отражения атаки. Как правило игрок становится на колено или колени и своим телом пытается отразить атаку. При этом он может находиться в зоне без ударов. Важно чтобы после блока мяч не попал в сетку: это будет считаться ошибкой и очко перейдет атакующей команде. Любой блок считается за касание. Однако в случае, если мяч после блока улетел вверх, то блокирующий игрок имеет право сыграть по нему ещё раз (сделать два касания подряд). Однако у команды после этого останется одно касание для направления мяча в сторону сетки.

### Начисление очков и завершение игры
Партия выигрывается командой, которая первой набирает установленное количество очков (обычно 15 или 21). Партии должны выигрываться с разницей в два очка, если не указано иное. Однако по усмотрению некоторые партии могут иметь жёсткий лимит, что означает, что при равном счёте на определённом этапе следующее очко станет финальным (даже несмотря на отсутствие разницы в два очка при счёте, например, 30:31).
Очки зачисляются в следующий случаях:
1. За три касания атакующая команда не смогла успешно переправить мяч в сетку[25].
2. Мяч ударяется о ножки или ободок сетки[23].
3. Мяч коснулся земли[23].
4. Мяч отскочил от сетки два раза (это считается ошибкой атакующей команды, а не принимающей)[23].
5. Подающий игрок не смог за две попытки успешно ввести мяч в игру[25].
6. Произошёл контакт с мячом после того, как команда переправила мяч в сетку[23].
7. Игрок совершил два касания подряд или же команда совершила четыре касания[22].
8. Иные нарушения, приводящие к начислению очков, описанные в данном разделе или в правилах (например, блокировка игрока, совершающего удар).

### Спорные ситуации и судейство
Ответственность за соблюдение правил честной игры в первую очередь лежит на игроках. Если участник знает, что он совершил какое-либо нарушение, он обязан немедленно сообщить об этом. Участники должны вести себя уважительно и вежливее в духе честной игры не только по отношению к наблюдателям, но и по отношению к соперникам, партнёрам, зрителям или персоналу турнира. За нарушение этих положений на игроков могут накладываться различные санкции (предупреждение, штраф или дисквалификация). За соблюдением правил игры следят наблюдатели (судьи). В случае их отсутствия игроки сами определяют нарушения правил. Если команды не могут определить законность какого-либо действия, то они должны повторить розыгрыш очка. Если три игрока из четырёх имеют мнение, отличное от мнения четвёртого игрока, то они должны попытаться убедить его в правильности мнения большинства или же согласиться с мнением несогласного игрока. Если даже после обсуждения отсутствует консенсус, то следует провести повторный розыгрыш.

## Международная федерация и представители стран
Международная федерация спайкбола была создана в 2020 года и является некоммерческим, международным руководящим органом. Она устанавливает правила, санкционирует проведение чемпионатов различного уровня, содействует развитию этого вида спорта во всех странах мира. Должностными лицами в федерации, согласно уставу, являются президент, вице-президент, секретарь и казначей. Каждый из директоров избирается сроком на два года.
Федерация состоит из национальных руководящих органов, которые совместно работают над продвижением спорта и его включением в Олимпийские игры. Существует два вида членства: полноправный и временный. Временными членами являются те, кто не соответствует установленными критериям для полноправных членов. От каждой страны может быть только один полноправный член. По состоянию на август 2024 года постоянными членами федерации являются 14 стран, а временными — также 14 государств. Также национальные руководящие органы стран, входящих в состав федерации, постоянно организуют турниры разных уровней в своих странах.

## Соревнования
Первый чемпионат мира по спайкболу прошёл с 8 по 11 сентября 2022 года в парке Моленхайде в Бельгии. В нём приняло участие 33 страны. 
Второй чемпионат мира проходил с 29 августа по 1 сентября 2024 года в спортивном парке Суррей в Лондоне. По итогу мужская сборная США во второй раз стала чемпионом мира. Среди женщина верх также одержала сборная США.